# NGC 7294
NGC 7294 (również IC 5225 lub PGC 69088) – galaktyka soczewkowata (SB0), znajdująca się w gwiazdozbiorze Ryby Południowej. Odkrył ją w 1886 roku Francis Leavenworth.